# Arachnopusia gigantea
Arachnopusia gigantea is een mosdiertjessoort uit de familie van de Arachnopusiidae. De wetenschappelijke naam van de soort is voor het eerst geldig gepubliceerd in 1914 door Kluge.